# مصطفی نخعی
مصطفی نخعی سیاستمدار مستقل و نمایندهٔ دورهٔ یازدهم و دوازدهم مجلس شورای اسلامی است. وی در یازدهمین انتخابات مجلس شورای اسلامی که در تاریخ ۲ اسفند ۱۳۹۸ برگزار شد، با کسب ۱۷ هزار و ۳۴۱ رای، از حوزه انتخابیه نهبندان و سربیشه از استان خراسان جنوبی انتخاب شد و به مجلس راه یافت.
او پیش از ورود به مجلس، معاون فنی و عملیاتی شرکت ملی پخش فرآورده‌های نفتی در منطقه تربت حیدریه بوده‌است.